# Nadrzecze (Ininka)
Nadrzecze – nieoficjalna część osady Ininka w Polsce, w województwie zachodniopomorskim, w powiecie goleniowskim, w gminie Goleniów.
Miejscowość należy do sołectwa Modrzewie, położona w dolinie rzeki Ina, na skraju Puszczy Goleniowskiej.
Do 1945 r. poprzednią niemiecką nazwą osady była Vw. Höfe rechts der Ihna. W 1948 r. ustalono urzędowo polską nazwę osady Nadrzecze.
Pierwsza wzmianka pochodzi z XVI wieku, wzmiankowana jako folwark po obu stronach Iny  Vro Hofe links/ Vro Hofe rechts. W 1874 zamieszkiwana przez 4 osób, przed I wojną światową dzierżawcą lub właścicielem był Albert Redlin. Zabudowa historyczna zniszczona po 1945.
Obecnie jest to ferma drobiu (bud. w latach 70. XX wieku). Znajduje się tutaj kilka domów mieszkalnych.
Istnieje również uroczysko o tej samej nazwie położone w przedwojennej lokalizacji miejscowości 53°33′42″N 14°44′43″E/53,561667 14,745278.